# Myrciaria floribunda
Myrciaria floribunda, conocida como cabo de chivo, escobillo, guayabillo, mije, mijo, mizto o murta, y en inglés como guavaberry, es un árbol presente en algunos países del Caribe. El árbol de guavaberry crece hasta una altura de unos veinte metros. Sus ramas son de color marrón y sus flores blancas y rosadas. Produce una fruta de pequeño tamaño, poco más de un centímetro. El color de los frutos es amarillo anaranjado o rojizo, y contiene una pequeña porción de pulpa cubriendo la semilla.
El árbol puede ser encontrado en Costa Rica, República Dominicana, Haití, Jamaica, Puerto Rico y algunas islas de las Antillas Menores.
Se usa para hacer jaleas y bebidas alcohólicas hirviendo las frutillas con canela, clavo dulce o clavo de olor, malagueta y otras especias y después dejando reposar las semillas en una botella llena de ron, el resultado es una aromática bebida similar a la mamajuana. También es usada para propósitos medicinales.